# XVIIIe siècle en Bretagne
Cette page concerne les événements qui se sont produits au dix-huitième siècle en Bretagne (jusqu'à la révolution).

## Naissances

### Années 1701 à 1709
- 1706, 1 mars à Brest : Sébastien-François Bigot, vicomte de Morogues, décédé le 26 août 1781 au château de Villefallier dans la paroisse de Jouy-le-Potier (Loiret), officier de marine et gentilhomme français du XVIIIe siècle.

### Années 1710
- 1712, 7 novembre à Brest : Antoine Choquet de Lindu, mort le 7 octobre 1790 à Brest, ingénieur de la Marine et architecte français.
- 1714, 2 novembre à Brest : Louis-Vincent de Langle, comte, , officier de marine et aristocrate du XVIIIe siècle. Il sert pendant la guerre de Sept Ans.
- 1717, 3 août à Brest : Pierre-Claude Haudeneau[1], comte de Breugnon[2], seigneur de Coatamour[3] et de Keroc'hiou[4], assassiné le 6 septembre 1792 à Paris,  officier de marine et diplomate français du XVIIIe siècle. Ambassadeur extraordinaire du Roi Louis XV auprès du sultan du Maroc en 1767, il sert dans la Marine royale et termine sa carrière avec le grade de vice-amiral (1792) et la Grand-croix de Saint-Louis.

### Années 1720
- 1724, 29 janvier à Rennes :  Joseph-François d'Andigné de la Chasse mort à Paris le 12 juillet 1806), ecclésiastique, abbé commendataire, fut successivement évêque de Léon puis évêque de Chalon-sur-Saône de 1763 à 1781.
- 1729, 19 février à Brest : Charles-Marie de La Grandière, seigneur du Bois-Gauthier (Civières, dans l'Eure), mort le 22 mars 1812 à Rennes, officier de marine français des XVIIIe et XIXe siècles. Il sert dans la marine royale pendant la seconde moitié du XVIIIe siècle et se distingue à plusieurs reprises pendant la guerre d'indépendance des États-Unis. Promu chef d'escadre et décoré de la Grand-croix de l'Ordre de Saint-Louis et de l'Ordre de Cincinnatus, il reste fidèle au Roi au début de la Révolution française, refuse toutes nouvelles promotions et se retire du service.

### Années 1730

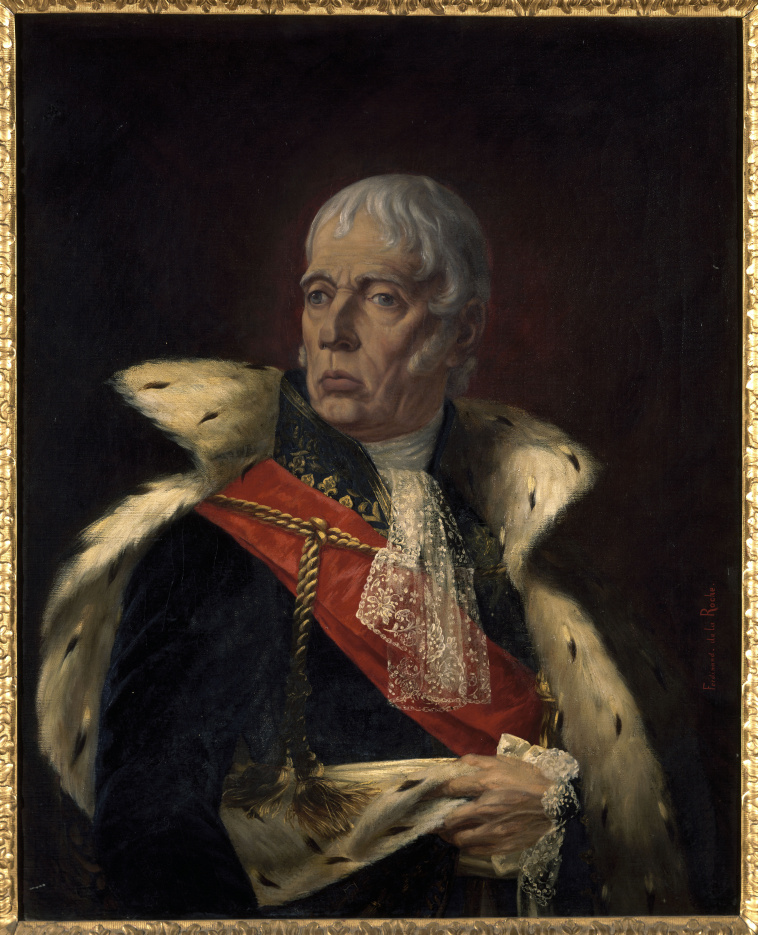
Comte François-Marie d'Aboville en costume de pair de France, Ferdinand de Laroche, XIXe siècle, musée Jeanne d'Aboville, La Fère.

- 1730, 23 janvier à Brest : François-Marie d'Aboville, 1er comte d'Aboville et de l'Empire, mort le 1er novembre 1817 à Paris, général et homme politique français de la Révolution française et du Premier Empire.
- 1736, 22 juin à Brest : Charles-Marie Caffieri, (décédé le 22 juin 1794 à Paris), fils du dessinateur et sculpteur Charles-Philippe Caffieri (1698-1766) près duquel il apprit le dessin et la sculpture, avant d'étudier à Paris à l'Académie royale entre 1760 et 1764. Il retourna ensuite à Brest travailler avec son père et devint sculpteur breveté du Roi pour la Marine de Brest.
- 1737, 22 mars à Brest : Paul Louis Gaultier de Kervéguen, mort le 3 mai 1814 à Paris, général français de la Révolution et de l’Empire.

### Années 1740

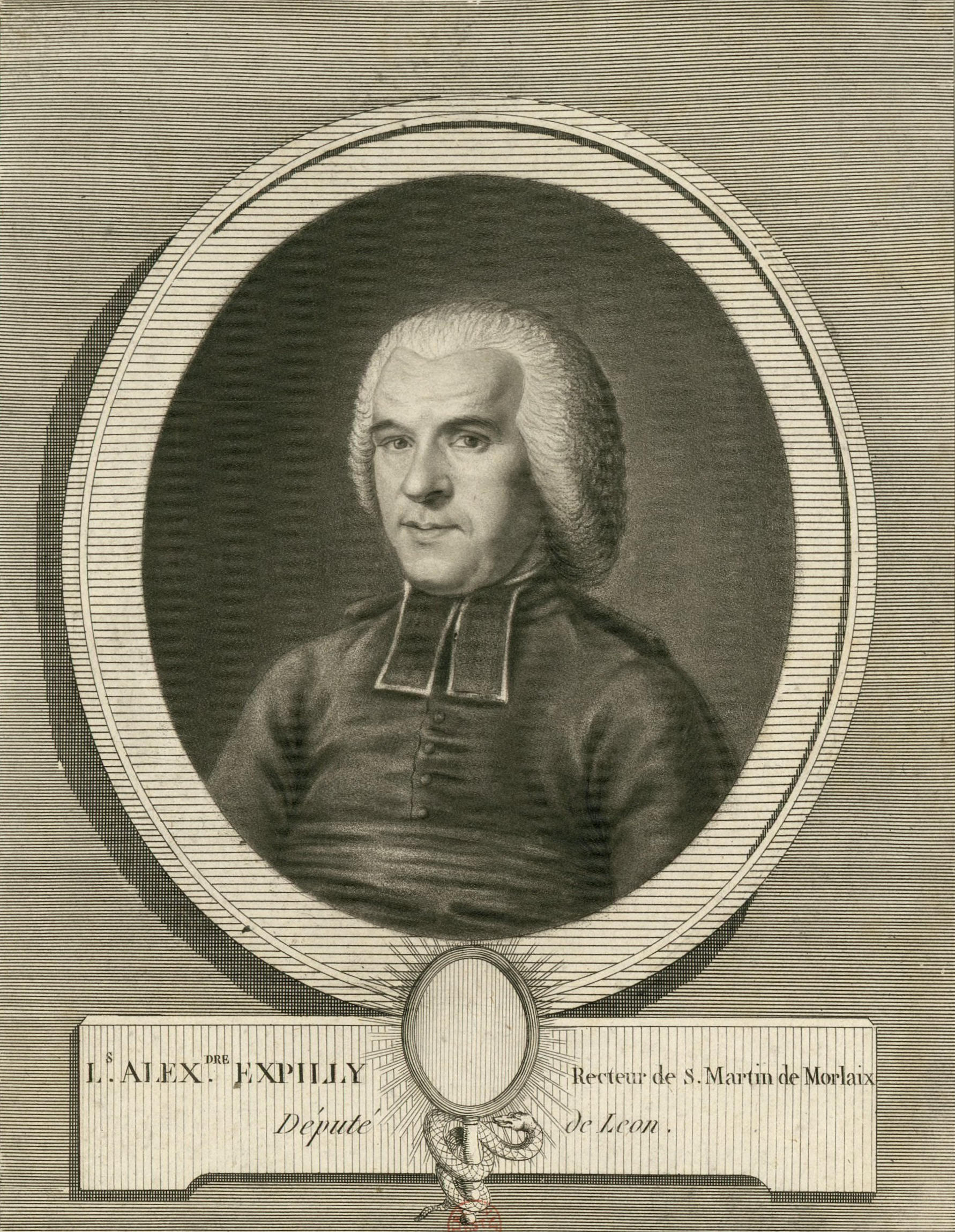
Louis-Alexandre Expilly de la Poipe (1743-1794)

- 1741, 28 décembre à Brest : Yves Derrien, homme politique français décédé à une date inconnue.
- 1743, 24 février à Brest : Louis-Alexandre Expilly de La Poipe, mort guillotiné le 22 mai 1794 à Brest, ecclésiastique français, évêque constitutionnel du Finistère en 1790, premier évêque français choisi selon la procédure prévue par la Constitution civile du clergé.
- 1747 :
  - 15 août à Brest : Jean-Marie Huon de Kermadec (décédé à Bohars, manoir du Tromeur, le 31 mai 1796), navigateur français.
  - 26 novembre à Brest : Guy Pierre de Coëtnempren, comte de Kersaint, décédé le 24 août 1822 à Suresnes, officier de marine et aristocrate français des XVIIIe et XIXe siècles.
- 1749 :
  - 15 juillet à Brest : Yves Claude Jourdain, homme politique français décédé le 14 mai 1828 à Rennes (Ille-et-Vilaine).
  - 7 décembre : André-Charles, marquis de La Jaille (ou de Lajaille) (décédé à Cork en 1815), explorateur, cartographe et navigateur français.

### Années 1750
- 1750, 
  - 18 février à Brest : Jérôme Berthomme (décédé à Brest le 5 février 1817), négociant et ancien maire de Brest.
  - 26 novembre à Brest : Olivier Bergevin, mort le 4 septembre 1818 à Brest, homme de loi et homme politique français.
- 1751, 10 mai à Brest : Nicolas-Pierre Gilbert ou Pierre Gilbert (mort le 19 décembre 1814 à Paris), médecin militaire français.
- 1752, 12 janvier à Brest : Jean-Louis Delmotte (décédé à Lambezellec le 13 juillet 1816), officier de marine français.
- 1753, 26 novembre à Brest : Auguste-Anne de Bergevin, sieur de Kermao, mort à Bordeaux le 6 février 1831, député de 1824 à 1827 du 1er arrondissement électoral du Finistère (Brest)[5].
- 1759, 27 juin à Brest : Jacques Le Baron, mort le 6 février 1807 à Hoff (Pologne),  militaire français de la Révolution et de l’Empire.

### Années 1760

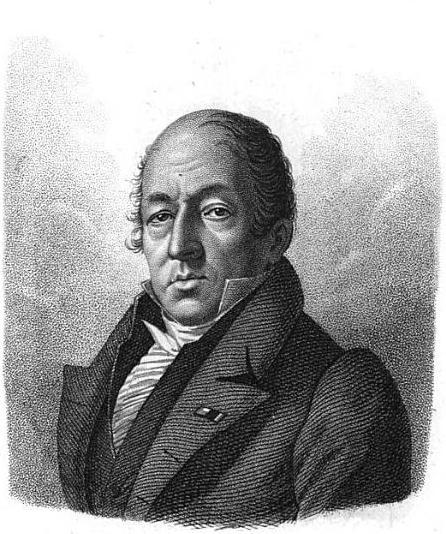
Pierre François Keraudren

- 1761, 1 mars à Brest : Yves Étienne Collet (décédé à Brest le 7 mai 1843, sculpteur français.
- 1764, 20 août à Brest : Claude Blad, mort le 8 décembre 1802 à Toulon (Var)[6], est un administrateur et un homme politique français.
- 1765, 10 mars à Brest : Jean-Pierre-Olivier Guilhem (décédé à Brest le 25 novembre 1830), homme politique français, député du Finistère puis du Maine-et-Loire entre 1815 et 1830.
- 1769 :
  - 15 mai à Brest : Pierre-François Kéraudren, (mort le 16 août 1858 (à 89 ans) à Passy), inspecteur général du service de santé de la Marine française.
  - 14 juillet à Brest : François Marie Borgnies-Desbordes, homme politique français mort à une date inconnue.

### Années 1770
- 1774, 1 mai à Brest : François-Henry de Gasquet (décédé le 2 novembre 1860 à Lorgues), agronome et homme politique français.

### Années 1780

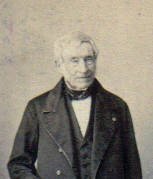
Louis-Aimé Cosmao Dumanoir

- 1781, 26 décembre à Brest : Hyacinthe de Bougainville, baron de l'Empire et un contre-amiral français, mort à Paris le 18 octobre 1846.
- 1783:
  - 15 mars à Brest : Pierre-Julien Gilbert (décédé à Brest le 21 septembre 1860), peintre de la marine français des XVIIIe et XIXe siècles.
  - 10 août à Brest : Louis-Aimé Cosmao Dumanoir (décédé le 8 septembre 1864 à Lorient), officier de marine français du XIXe siècle, contre-amiral, préfet maritime
- 1788, 11 mai à Brest : Louis Bernard, dit Bernard de Rennes, homme politique français de la période de la Monarchie de Juillet, mort à Paris le 9 janvier 1858[7]. Il a été député de 1830 à 1834 et de 1836 à 1848.

## Décès

### Années 1720
- 1726, 12 février à Brest : Étienne Hubac (né à Brest le 3 mai 1648), constructeur de navire français.

### de 1790 à 1800
- 1796, 31 mai à Bohars : Jean-Marie Huon de Kermadec (né à Brest le 15 août 1747), navigateur français.